# Церковь Всех Святых (Пешавар)
Церковь Всех Святых — приходской храм Церкви Пакистана, который находится внутри ворот старого города-крепости Пешавара. Церковь уникальна своим сходством с исламскими сарацинскими мечетями с минаретами и куполом.

## История
Церковь была открыта 27 декабря 1883 года, в день Святого Иоанна. Хотя оригинальные записи в церкви описывают ранних европейских благотворителей и имена сотрудников миссии, с самого начала церковь была представлена как христианская церковь, построенная для коренных народов Пешавара. Первым пастором церкви был преподобный Имам Шах.
Главный камень церкви был заложен капитаном Грейвсом. Местный архитектор, под наблюдением сотрудников Церковного Миссионерского общества, включая преподобного Томаса Хьюза, отвечал за дизайн здания. Здание расположено крестообразно с алтарем на западном конце. Мемориальная доска повествует: «Эта церковь возведена во Славу Божию и посвящена памяти Всех Святых в год Господа нашего Иисуса Христа 1883».

## Нападение террористов в 2013 году
Церковь стала печально известной после террористической атаки 22 сентября 2013 года. Два террориста-камикадзе убили около 90 человек и ранили от 120 до 150, взорвав взрывчатку перед зданием церкви в то время, когда там находились около 550 прихожан, которые получали бесплатную еду. Среди погибших было 37 детей.
Ответственность за взрыв взяла на себя организация Талибан.